# クリス・ジョーンズ (パンター)
クリス・ジョーンズ(Chris Jones 1989年7月21日 - ）はジョージア州ローム出身の元アメリカンフットボール選手。ポジションはパンター。

## 経歴

### ダラス・カウボーイズ
カーソン・ニューマンカレッジより、2011年7月、ドラフト外フリーエージェントでダラス・カウボーイズと契約を結び、マット・マクブライアーとポジションを争ったが、開幕ロースターには残れなかった。マット・マクブライアーが負傷したため、同年11月5日、カウボーイズと契約を結びロースター入りした。その後マクブライアーが怪我から回復したため、11月17日に解雇されプラクティス・スクワッドとして契約を結んだ。
2012年9月23日のタンパベイ・バッカニアーズ戦でひざを捻挫し、ACLを痛めた。10月1日のシカゴ・ベアーズ戦を欠場、その試合では、ブライアン・ムーアマンがカウボーイズと契約し出場した。ムーアマンが鼠径部を痛めたため、10月14日のボルチモア・レイブンズ戦に出場してパントを1回蹴ったが、10月24日、故障者リスト入りした。
2013年8月24日のシンシナティ・ベンガルズとのプレシーズンゲームで、AT&Tスタジアムのスコアボードにパントを当てた。オフィシャルはパントがスコアボードに当たったことに気づいておらず、ビデオリプレイで、パントがスコアボードに当たったことが判明、パントの蹴り直しとなった。蹴り直しのパントはブランドン・テイトが75ヤードのリターンTDをあげた。
2014年3月10日にカウボーイズと契約を延長した。この年は平均45.4ヤードのパント、20ヤード以内のパントが21回、ネット平均39.8ヤード、最長パントは64ヤードという成績であった。
2015年はリーグ3位となる平均42.5ヤードを記録した。
2016年は平均45.9ヤード、最長66ヤード、ネット平均40.5ヤードであった。
2017年はカウボーイズと契約を延長させた。
2018年12月16日のインディアナポリス・コルツ戦で通算100試合出場を達成した。

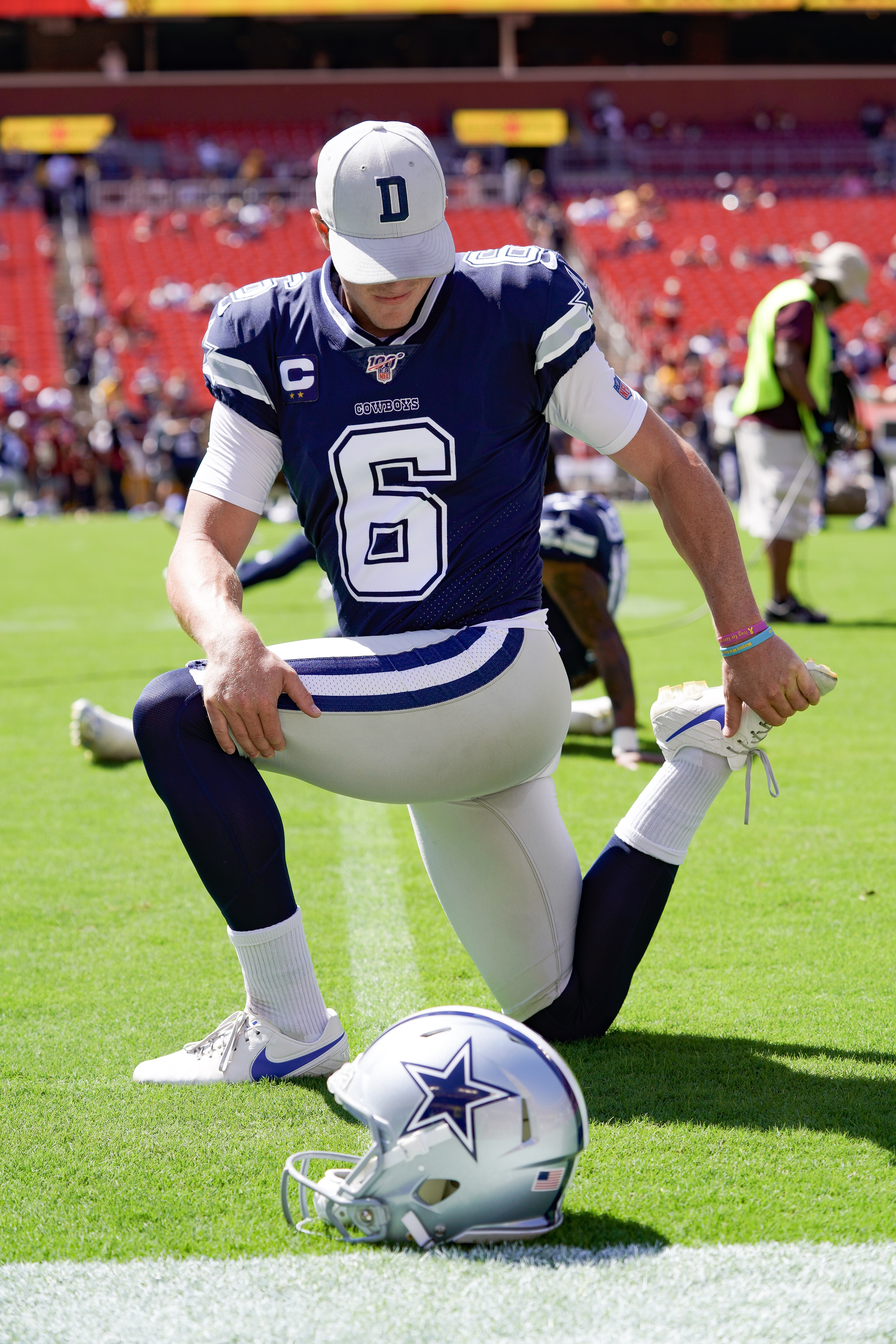
2019年のジョーンズ

2019年は怪我によりパントの平均ヤード・ネット平均がリーグ最低の成績となってしまった。
2020年は、11月7日に手術のため負傷者リスト入りした。